# Kristdemokratiska och grönliberala partigruppen i Förbundsförsamlingen

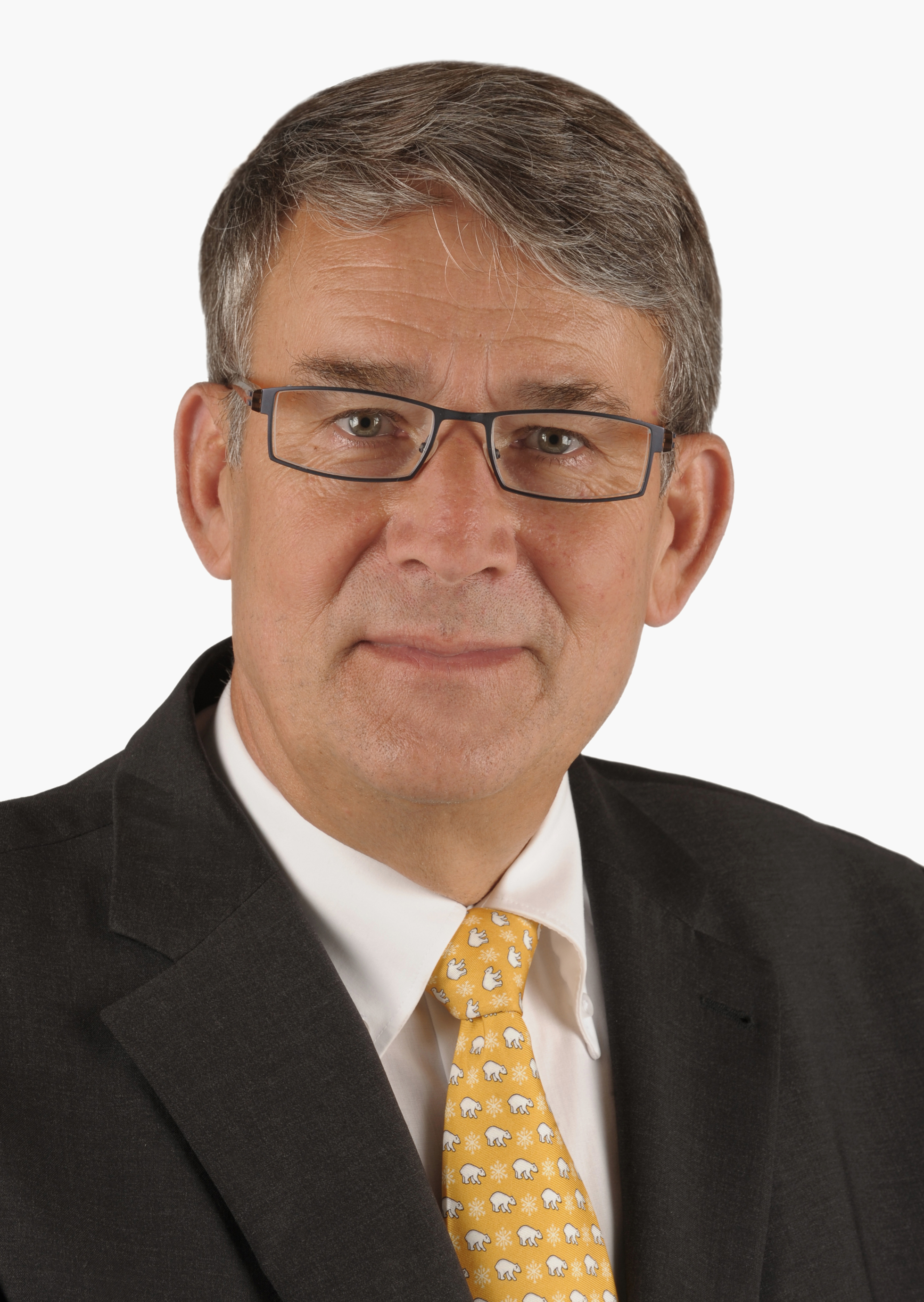
Gruppordförande Urs Schwaller, ständerråd från Fribourg.

Kristdemokratiska och grönliberala gruppen (Fraktion CVP/EVP/glp der Bundesversammlung (CEg) / Groupe PDC/PEV/PVL l'Assemblée fédérale (CEg) / Gruppo PPD/PEV/glp l'Assemblea federale (CEg)) var en parlamentarisk partigrupp i den schweiziska förbundsförsamlingen.

## Partigruppen
CEg-gruppen representerade 18,4 procent av valmanskåren (2007 års allmänna val). Av gruppens 36 nationalråd och 16 ständerråd hörde 31 nationalråd och 14 ständerråd till Schweiz kristdemokratiska folkparti (CVP/PDC/PPD), 2 nationalråd till Schweiz evangeliska folkparti (EVP/PEV) och 3 nationalråd och 2 ständerråd till Schweiz grönliberala parti (GLP/PVL).
De tre partiernas gemensamma förbundsförsamlingsgrupp, som bildades 2007. Den Kristdemokratiska gruppen (C) som funnits i Förbundsförsamlingen under den föregående mandatperioden bestått av enbart politiker från det kristdemokratiska folkpartiet. CEg-gruppen var i sina beslut oavhängig andra partiorgan, men stödde de tre partiernas mål och program. CEg-gruppen sörjde ensam för att nominera kristdemokratiska folkpartikandidater till Förbundsrådet (regeringen).
Efter 2011 års val upplöstes CEg-gruppen och det grönliberala partiet bildade en egen förbundsdagsgrupp, medan de två andra partierna bildade en ny gemensam grupp.